# ATP-toernooi van Sydney 1994
Het ATP-toernooi van Sydney 1994 (met de officiële naam Peters New South Wales Open) werd gespeeld van 10 tot en met 16 januari 1994. Er werd gespeeld op outdoor hardcourtbanen van het White City Stadium in de Australische stad Sydney.
Toernooien vanaf 1969:
1969 · 1970 · 1971 · 1972 · 1973 · 1974 · 1975 · 1976 · 1977 · 1978 · 1979 · 1980 · 1981 · 1982 · 1983 · 1984 · 1985 · 1986 · 1987 · 1988 · 1989 · 1990 · 1991 · 1992 · 1993 · 1994 · 1995 · 1996 · 1997 · 1998 · 1999 · 2000 · 2001 · 2002 · 2003 · 2004 · 2005 · 2006 · 2007 · 2008 · 2009 · 2010 · 2011 · 2012 · 2013 · 2014 · 2015 · 2016 · 2017 · 2018 · 2019 · 2020–2021 · 2022
Grand Slam: Australian Open (m-md) · Roland Garros (m-md) · Wimbledon (m-md) · US Open (m-md) · Grand Slam Cup
Landenteams: Davis Cup · World Team Cup · Hopman Cup